# Keurosing
Keurosing – południowokoreański dramat filmowy w reżyserii Kim Tae-gyuna, którego premiera odbyła się 5 czerwca 2008 roku.

## Fabuła
W małej koreańskiej wiosce mieszka z rodziną Yong-soo. Nie są zamożną rodziną, jednak mimo to wszyscy się szanuj i są kochającą rodziną. Wkrótce ich szczęście przerywa wiadomość o ciąży kobiety, która jest chora na gruźlicę. Bez niezbędnych i niedostępnych w Korei Północnej lekarstw, może nie przeżyć. Yong-soo, głowa rodzina podejmuje decyzje o przekroczeniu granicy z Chinami, w celu zdobycia leków dla żony. 

## Obsada
Źródło: Filmweb

- Sin Myeong-cheol – Kim Joon
- Cha In-pyo – Kim Yong-soo
- Joo Da-yeong – Mi-seon
- Seo Young-hwa – żona Yong-soo
- Lee Sang-ho – oficer departamentu obrony
- Lee Yeong-hoo – kierownik fabryki
- Jeong In-gi – Sang-cheol
- Sin Cheol-jin – mężczyzna w średnim wieku

## Nominacje
Źródło: cinemasie.com
| Rok  | Miejsce                 | Kategoria          | Nominowani        | Wynik     |
| ---- | ----------------------- | ------------------ | ----------------- | --------- |
| 2008 | Blue Dragon Film Awards | Best Movie         |                   | Nominacja |
| 2008 | Blue Dragon Film Awards | Best Director      | Kim Tae-gyun      | Nominacja |
| 2008 | Korean Film Awards      | Best Art Direction | Kim Hyeon-ok      | Nominacja |
| 2008 | Korean Film Awards      | Best New Actor     | Shin Myeong-cheol | Nominacja |